# 小行星3206
小行星3206（3206 Wuhan）是一顆以中國湖北省的省会武漢市命名的小行星。

## 概述
小行星3206是由紫金山天文台於1980年11月13日發現的。

## 基本參數
- 名稱: 3206武漢 (1980 VN1)

### 軌道根數
- 日期: 2453200.5 (中國時間2004年7月14日8時0分0秒，歷書時)
- 偏心率: 0.2358065
- 升交點黃經: 71.2357°
- 軌道半徑: 2.5525082天文單位
- 公轉週期: 4.0781地球年
- 近日點日距: 1.9506102天文單位
- 近日點角距: 354.94541°
- 黃經平均變化率: 0.241687°/天
- 近日點日期: 2452037.7827935 (中國時間2001年5月8日14時47分13秒，歷書時)
- 軌道傾角: 8.67386 °
- 遠日点日距: 3.15440622天文單位